# The Essential Mariah Carey
Albums de Mariah Carey
Merry Christmas II You
(2 novembre 2010) Me. I Am Mariah... The Elusive Chanteuse
(27 mai 2014)
The Essential Mariah Carey est une compilation de morceaux de Mariah Carey sortie le 14 février 2011.
The Essential Mariah Carey est une nouvelle version du Greatest Hits sorti en 2001, agrémenté de nouvelles pochettes. Composé de deux disques, ceux-ci regroupent l'ensemble des singles issus des neuf albums réalisés par Mariah soit les 15 n°1 obtenus aux États-Unis ainsi que les chansons qui ont permis à Mariah Carey, de se faire connaître en Europe (Hero, Without You). À défaut d'avoir la version solo de la chanson Against All Odds (Take a Look at Me Now), Sony édite la version en duo avec Westlife, duo qui a suscité la controverse mais qui a aussi remis en doute la crédibilité de Mariah (et surtout en Angleterre) [pourquoi ?]. L'album contient un inédit : un remix hip/hop de la chanson All I Want for Christmas Is You en collaboration avec Jermaine Dupri et Lil' Bow Wow.

## Liste des pistes

### CD1
1. "Vision of Love"
2. "Love Takes Time"
3. "Someday"
4. "I Don't Wanna Cry"
5. "Emotions"
6. "Can't Let Go"
7. "Make It Happen"
8. "I'll Be There" (feat. Trey Lorenz)
9. "A Donde Vamos A Parar" (Spanish Version)
10. "Hero"
11. "Without You"
12. "Anytime You Need a Friend"
13. "Endless Love" (Luther Vandross en duo avec Mariah Carey)
14. "Fantasy"

### CD2
1. "One Sweet Day" (Mariah Carey en duo avec Boyz II Men)
2. "Always Be My Baby"
3. "Forever"
4. "Underneath the Stars"
5. "Honey"
6. "Butterfly"
7. "My All"
8. "Sweetheart" (feat. Jermaine Dupri)
9. "When You Believe" (Mariah Carey en duo avec Whitney Houston) (bande originale du film Le Prince d'Égypte)
10. "I Still Believe"
11. "Heartbreaker" (feat. Jay-Z)
12. "Thank God I Found You" (feat. Joe & 98 Degrees)
13. "Can't Take That Away (Mariah's Theme)"
14. "Against All Odds (Take a Look at Me Now)" (Mariah Carey en duo avec Westlife)
15. "All I Want for Christmas Is You" (So So Def Remix feat. Jermaine Dupri & Lil' Bow Wow)